# Henrik, greve af Chambord
Prins Henrik, greve af Chambord (fransk: Henri Charles Ferdinand Marie Dieudonné d'Artois, duc de Bordeaux, comte de Chambord; 29. september 1820   - 24. august 1883) var omstridt konge af Frankrig fra 2. til 9. august 1830 som Henrik 5., skønt han aldrig officielt blev erklæret som sådan. Senere var han legitimisternes prætendent til Frankrigs trone fra 1844 indtil sin død i 1883.
Henrik var den eneste søn af Karl Ferdinand, hertug af Berry, født efter sin fars død. Karl Ferdinand var den yngre søn af Karl 10. af Frankrig og hans kone Maria Teresa af Savoyen. Henriks mor var Marie-Carolina af Begge Sicilier, datter af kong Frans 1. af Begge Sicilier. Som barnebarn af Karl 10. var Henrik en Petit-Fils de France (barnebarn af Frankrig). Han var den sidste legitime efterkommer i mandlig linje af Ludvig 15. af Frankrig.

## Tidlige liv
Henri d'Artois (Henrik af Artois) blev født den 29. september 1820 i Pavillon de Marsan, en del af Tuilerierne, der stadig eksisterer som en forbindelsen til Louvre-paladset i Paris. Hans far, hertugen af Berry, var blevet myrdet syv måneder før hans fødsel.
Ved fødslen fik Henrik titlen hertug af Bordeaux. På grund af sin fødsel efter sin fars død, da den ældre mandlige linje i Huset Bourbon var på randen af udryddelse, blev Henrik døbt Dieudonné ("Gudgiven"). Royalister kaldte ham "mirakelbarnet".

## Monarkprætendent
Den 2. august 1830, i kølvandet på Julirevolutionen, abdicerede først Henriks bedstefar Karl 10. og tyve minutter senere hans onkel Ludvig Anton, hertug af Angoulême, til fordel for den unge hertug af Bordeaux. Karl 10. opfordrede sin fætter Ludvig-Filip af Orléans som Lieutenant général du royaume (Kongedømmets generalløjtnant) til at udråbe Henrik til Henrik 5., konge af Frankrig, men Ludvig-Filip ignorerede ham. Som en konsekvens, efter de syv dage hvor legitimisterne mente, at Henrik havde været Frankrigs retmæssige monark, besluttede Nationalforsamlingen, at tronen skulle overgå til Ludvig-Filip, der blev udråbt til De franskes konge den 9. august.
Henrik og hans familie forlod Frankrig og for at gå i eksil den 16. august 1830. Mens nogle franske monarkister anerkendte ham som deres monark, bestred andre andre gyldigheden af hans bedstefars og hans onkels abdiceringer. Atter andre anerkendte Ludvig-Filips monarki. Med sin 79-årige bedstefars død i 1836 og hans onkels død i 1844 blev den unge Henrik den ældre Bourbon slægts prætendent til den franske trone. Hans tilhængere blev kaldt Legitimister for at skelne dem fra Orléanister, tilhængerne af Ludvig-Filips familie.
Henrik, der foretrak adelstitlen greve af Chambord (fra château de Chambord, der var blevet foræret til ham af restaurationens regering, og som var det eneste betydningsfulde stykke personlige ejendom, som han fik lov til at beholde ejerskabet af efter sit eksil ), fortsatte sit krav på tronen under hele julimonarkiets eksistens under Ludvig-Filip, Den anden franske Republik, Det andet imperium under Napoleon 3. og Den tredje republik.
I november 1846 giftede greven af Chambord sig med sin grandkusine ærkehertuginde Marie Teresa af Østrig-Este, datter af hertug Frans 4. af Modena og prinsesse Maria Beatrice af Savoyen. Parret fik ingen børn.

## Håb
I begyndelsen af 1870'erne, da Det andet imperium kollapsede efter nederlaget i den fransk-preussiske krig efter Slaget ved Sedan den 1. september 1870, fik royalisterne flertal i Nationalforsamlingen. Orléanisterne gik med til at støtte den aldrende greve af Chambords krav på tronen med den forventning, at han ved sin død uden arvinger ville blive efterfulgt af deres egen prætendent, Filip af Orléans, greve af Paris. Henrik var derefter prætendent for både legitimisterne og Orléanisterne, og genoprettelsen af monarkiet i Frankrig syntes tæt på at blive mulig. Henrik insisterede imidlertid på, at han kun ville acceptere kronen under forudsætning af, at Frankrig opgav Tricoloren og vendte tilbage til brugen af det hvide fleur de lys-flag. Han afviste et kompromis, hvorved fleur-de-lys ville være den nye konges personlige fane, og Tricoloren ville forblive det nationale flag.

## Nederlag
En midlertidig Tredje republik blev oprettet for at vente på Henriks død, så han kunne blive erstattet med den mere liberale greve af Paris. Da dette skete i 1883, havde den offentlige mening imidlertid vendt sig og støttede nu republikken som statsform, som med den tidligere præsident Adolphe Thiers ord "splitter os mindst". Således kunne Henrik blive hånligt hyldet af republikanere som Georges Clemenceau som "den franske Washington" - den ene mand, uden hvilken republikken ikke kunne være grundlagt.
Henrik døde den 24. august 1883 i sin bopæl i Frohsdorf, Kejserriget Østrig, i en alder af 62, og med ham sluttede Ludvig 15.'s slægtslinje. Han blev begravet i sin bedstefar Karl 10.'s krypt i kirken i det Franciscanske Kostanjevica kloster i Gorizia, dengang i Kejserriget Østrig, nu i den slovenske by Nova Gorica . Hans personlige ejendom, inklusive Château de Chambord, blev efterladt til hans nevø Robert 1., hertug af Parma (søn af Henriks afdøde søster).
Henriks død efterlod den legitimistiske arvefølge i tydelig forvirring. På den ene side havde Henri selv accepteret, at lederen af Huset Frankrig (adskilt fra Huset Bourbon) ville være overhovedet for Orléans-linjen, dvs. greven af Paris. Dette blev accepteret af mange legitimister og var baseret på juridiske grunde. Den eneste overlevende Bourbon-linje, der stod over Orléanisterne, var den spanske gren, der havde afstået sin ret til at arve Frankrigs trone som en betingelse i Utrecht-traktaten. Imidlertid valgte mange, hvis ikke de fleste, af Henriks tilhængere, inklusive hans enke, at se bort fra hans erklæringer og denne lov, idet de argumenterede for, at ingen havde ret til at nægte den ældre direkte Bourbon-mandlige linje til at være leder af Huset Frankrig og dermed den legitime konge af Frankrig. Den spanske grens afståelse af retten til den franske trone er under denne fortolkning illegitim og derfor ugyldig. Således faldt disse legitimisters valg på Juan, greve af Montizón, Karlisternes prætendent til den spanske trone (den saliske lov, der var blevet suspenderet i Spanien, betød at den egentlige konge, Alfons 12., ikke var den ældre efterkommer i den mandlige linje), som deres prætendent til den franske krone.

## Galleri
- Hertuginden af Berry og hendes børn af François Gérard, 1822
- Den unge hertug af Bordeaux i en militæruniform af Alexandre-Jean Dubois-Drahonet, 1828
- Hertuginden af Berry og hendes søn af François Gérard, 1828
- Detalje af portræt, c.1830
- Portræt, c.1833

## Æresbevisninger
- Huset Bourbon: Stormester og Storkors af Helligåndsordenen
- Spanien: Ridder af Den gyldne Vlies (1823) [5]

## Slægtstræ
Agnatisk nedstamning er princippet bag medlemskab i kongeslægter, da det kan spores tilbage gennem generatiorne. Det betyder, at hvis Henrik skulle vælge et historisk set præcist slægtsnavn ville det være Robertske, da alle hans mandlige forfædre har tilhørt den slægt.
Henrik er et medlem af Huset Bourbon, en gren af Huset Capet og Huset Robert.
Henriks agnatiske linje, er den linje, gennem han nedstammer fra far til søn. Den følger bourbonerne, kongerne af Frankrig og greverne af Paris og Worms. Denne linje kan spores mere end 1.200 år tilbage fra Robert af Hesbaye til nutiden, gennem kongerne af Frankrig & Navarra, Spanien og Begge Sicilier, hertugerne af Parma and storhertugerne af Luxemburg, Prinserne af Orléans and kejserne af Brasilien. Det er en af de ældste i Europa.
1. Robert 2. af Worms og Rheingau (Robert af Hesbaye), 770–807
2. Robert 3. af Worms og Rheingau, 808–834
3. Robert 4. the Strong, 820–866
4. Robert 1. af France, 866–923
5. Hugo den Store, 895–956
6. Hugo Capet, 941–996
7. Robert 2. af Frankrig, 972–1031
8. Henrik 1. af Frankrig, 1008–1060
9. Filip 1. af Frankrig, 1053–1108
10. Ludvig 6. af Frankrig, 1081–1137
11. Ludvig 7. af Frankrig, 1120–1180
12. Filip 2. August af Frankrig, 1165–1223
13. Ludvig 8. af Frankrig, 1187–1226
14. Ludvig 9. af Frankrig, 1215–1270
15. Robert, greve af Clermont, 1256–1317
16. Ludvig 1., hertug af Bourbon, 1279–1342
17. Jakob 1. af Bourbon-La Marche, 1319–1362
18. Johan 1. af Bourbon-La Marche, 1344–1393
19. Ludvig 1. af Bourbon-Vendôme, 1376–1446
20. Johan 8. af Bourbon-Vendôme, 1428–1478
21. Frans af Bourbon-Vendôme, 1470–1495
22. Karl af Vendôme, 1489–1537
23. Anton af Bourbon, konge af Navarra, 1518–1562
24. Henrik 4. af Frankrig og Navarra, 1553–1610
25. Ludvig 13. af Frankrig og Navarra, 1601–1643
26. Ludvig 14. af Frankrig og Navarra, 1638–1715
27. Ludvig, Den store Dauphin, 1661–1711
28. Ludvig af Frankrig, hertug af Burgund, 1682–1712
29. Ludvig 15. af Frankrig og Navarra, 1710–1774
30. Ludvig af Frankrig, Dauphin 1729–1765
31. Karl 10. af Frankrig 1757–1836
32. Karl Ferdinand, hertug af Berry, 1778–1820
33. Henrik, greve af Chambord, 1820–1883